# Asedio de Calais (1596)
El asedio de Calais en 1596, también conocido como conquista española de Calais, tuvo lugar en la estratégica ciudad portuaria de Calais, Francia, entre el 8 y el 24 de abril de 1596 como parte de la guerra franco-española (1595-1598) en el contexto de las Guerras de religión de Francia, de la Guerra anglo-española (1585-1604) y de la Guerra de los Ochenta Años. El asedio finalizó con la caída de la ciudad en manos españolas tras un corto pero intenso sitio por parte del Ejército español de Flandes comandado por el archiduque Alberto de Austria, gobernador general de los Países Bajos Españoles. Las tropas francesas de la ciudadela de Calais resistieron unos días más, pero finalmente el día 24 de abril las tropas hispanas bajo mando de Luis de Velasco, conde de Salazar, asaltaron y tomaron la fortaleza para redondear una victoria completa.

## Contexto histórico

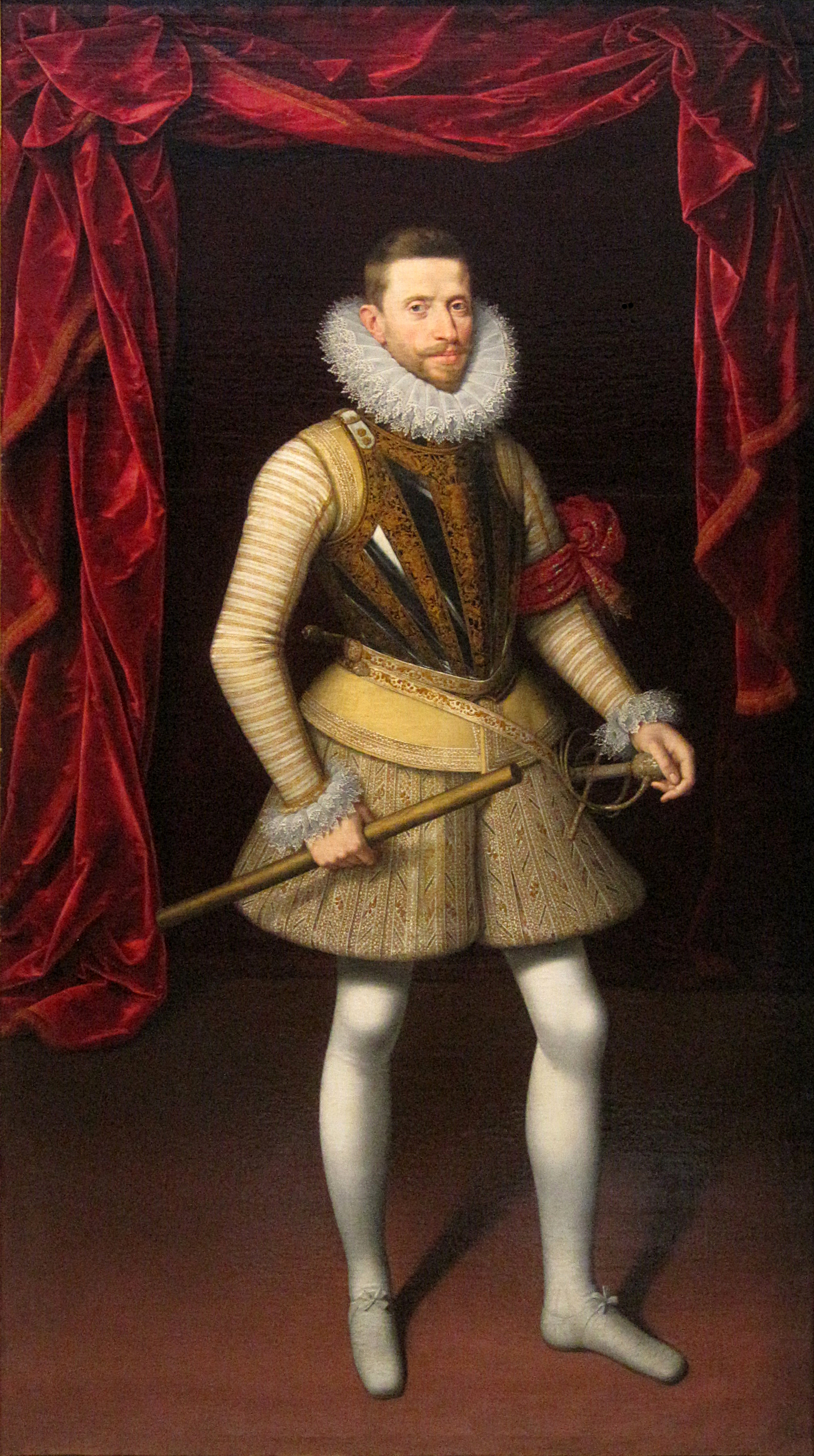
El archiduque Alberto de Austria, gobernador general de los Países Bajos Españoles, por Frans Pourbus el Joven.

Desde 1562 Francia estaba enfrascada en las guerras de religión, en las cuales había intervenido España de manera regular en apoyo de la Liga Católica de Francia, notablemente en los asedios de París (1590) y de Ruan (1591-1592) y en las batallas de Craon (1592) y Blaye (1593). Sin embargo, no fue hasta 1595 cuando el rey Enrique IV de Francia, que se había convertido al catolicismo y había sido coronado el año anterior en París, declaró la guerra oficialmente entre ambos países.
Enrique IV pretendía reconquistar grandes zonas del norte de Francia de las fuerzas católicas hispano-francesas. En 1595 el ejército español liderado por Pedro Enríquez de Acevedo, conde de Fuentes, tomó la iniciativa con la conquista de gran número de localidades, castillos y villas francesas, entre ellas Doullens. En la primavera de 1596, el ejército francés encabezado por Enrique IV sitió la población de La Fère, que estaba controlada por la Liga Católica.
Después de la muerte en Bruselas del archiduque Ernesto de Austria el 20 de febrero de 1595, el archiduque Alberto de Austria fue enviado por el rey Felipe II de España para que sucediera a su hermano mayor como gobernador general de los Países Bajos Españoles, cargo asignado a Pedro Enríquez de Acevedo hasta la llegada de Alberto desde la corte de Madrid. El archiduque hizo su entrada en Bruselas el 11 de febrero de 1596 y su prioridad inmediata fue la guerra contra Enrique IV. El 29 de marzo partió de la ciudad belga y se desplazó hasta Valenciennes, donde tomó el mando del Ejército de Flandes y avanzó sobre Francia. En lugar de intentar socorrer La Fère, puso rumbo a la ciudad portuaria de Calais, a donde llegó con sus fuerzas el 8 de abril.

## Asedio

### Ciudad portuaria de Calais

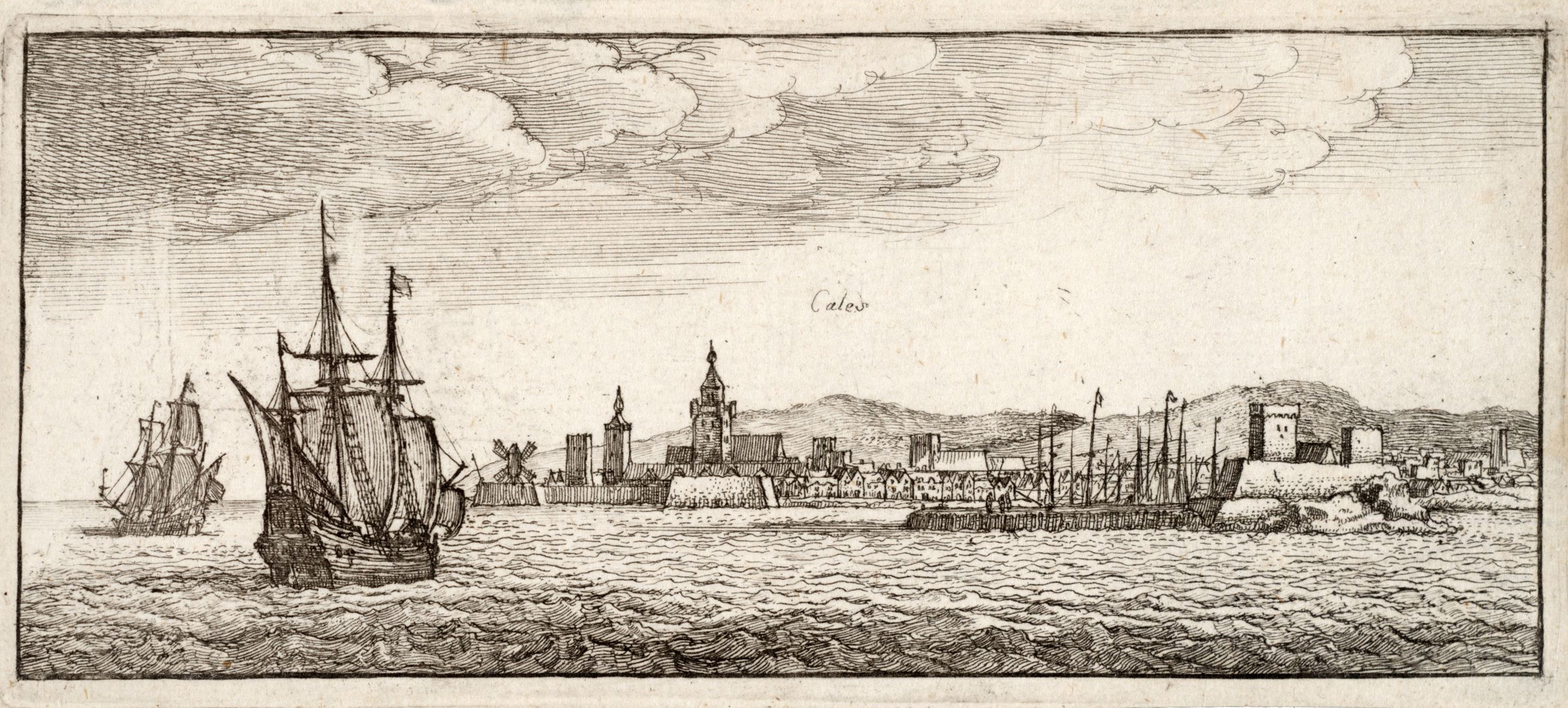
Ciudad portuaria de Calais, por Wenceslaus Hollar.

Las tropas francesas en Calais, compuestas en parte por compañías de soldados hugonotes y mercenarios ingleses enviados por la reina Isabel I de Inglaterra en apoyo de Enrique IV de Francia, fueron cogidas totalmente por sorpresa con la llegada de las fuerzas españolas lideradas por el archiduque Alberto. Enrique IV estaba a punto de tomar La Fère, en la región de Picardía, del control de la Liga Católica y sus aliados españoles después de un largo y costosa asedio, por lo que no podía prescindir de parte de sus tropas para socorrer a Calais. A ello se unió que sus aliados neerlandeses e ingleses reaccionaron muy lentamente. La reina de Inglaterra envió al que entonces era su comandante favorito, Robert Devereux, II conde de Essex, con entre 6000 y 8000 soldados para que ayudaran a los defensores franceses de Calais, pero a cambio Isabel I reclamó a Enrique IV que la importante ciudad portuaria debía volver a posesión inglesa después de su intervención. Mientras ambos monarcas titubeaban, las tropas españolas hicieron un trabajo excelente que fue crucial para impedir la intervención británica. Por otra parte, Mauricio de Nassau, príncipe de Orange, oyó las noticias y rápidamente se desplazó a Zelanda para preparar un ejército y una flota de auxilio, pero la ciudad fue conquistada el día en que su primer navío se preparaba para zarpar.

### Fuerzas de socorro
La ciudad cayó en poder español después de diez días de asedio, tras los cuales tan sólo la ciudadela fortificada permanecía en manos francesas. El general francés Francisco de Orleans, duque de Fronsac y Château-Thierry, trató de romper el cerco por mar y ayudó a la ciudad con suministros y tropas de refresco, pero fue detenido de manera efectiva por los bombardeos de la artillería española. Finalmente, Enrique IV, sabiendo de la gravedad de perder una de las ciudades portuarias más importantes de Francia, también trató de socorrerla y se puso en camino con gran parte de sus fuerzas. En efecto, el 3 de agosto de 1347, Calais había sido conquistada por el rey Eduardo III de Inglaterra durante la Guerra de los Cien Años, se convirtió en un poderoso bastión inglés en Francia y estuvo bajo dominio británico hasta que el ejército francés comandado por Francisco, duque de Guisa, la reconquistó el 8 de enero de 1558 durante la última Guerra italiana de 1551-1559.

### Ciudadela de Calais

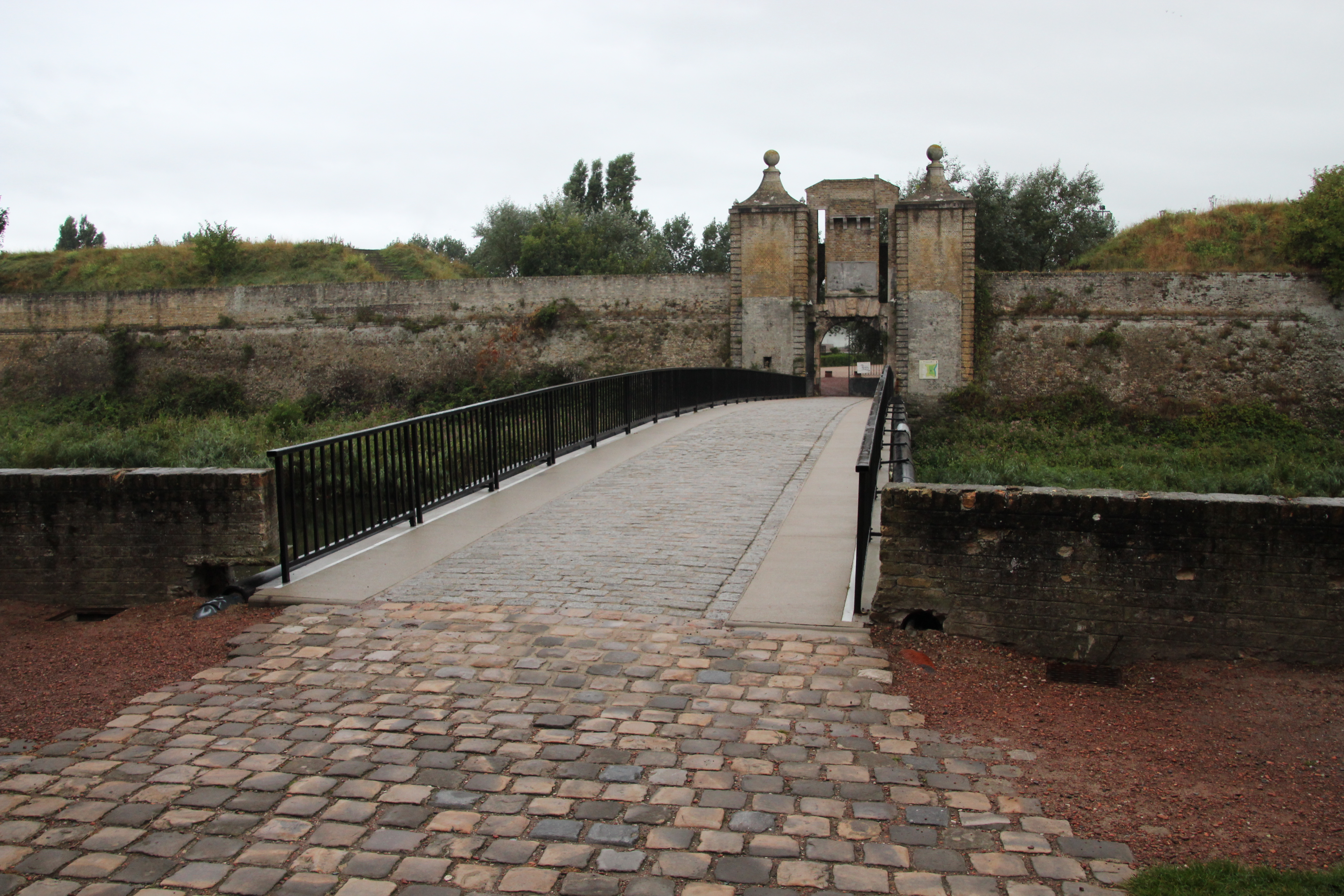
La Porte de Neptune en la ciudadela de Calais.

El miércoles 24 de abril, las tropas españolas lideradas por Luis de Velasco asaltaron la ciudadela. Ambos bandos lucharon con gran coraje, pero los defensores franceses no podían igualar la habilidad y experiencia de los soldados profesionales españoles y valones a los que se enfrentaron. En el asalto murieron miles de franceses y muchos otros fueron tomados como prisioneros. En el bando español se produjeron alrededor de doscientos muertos y heridos. El gobernador de Calais, Seigneur de Widessan, así como algunos de sus capitanes, fueron ejecutados. Dentro de la ciudadela, los españoles se hicieron con un valioso tesoro compuesto, entre otras cosas, por grandes cantidades de monedas de oro y plata, caballos, mucha pólvora y otros suministros. Con la toma de su ciudadela, toda la ciudad de Calais quedó bajo control español y se desvanecieron las esperanzas de Enrique IV de retener la ciudad. La toma de esta ciudadela fue la primera acción militar que retrató en su colección de cartones para tapices el artista flamenco Jan Snellinck, una serie conocida como Las batallas del archiduque Alberto, en la actualidad pertenecientes a Patrimonio Nacional.

## Consecuencias

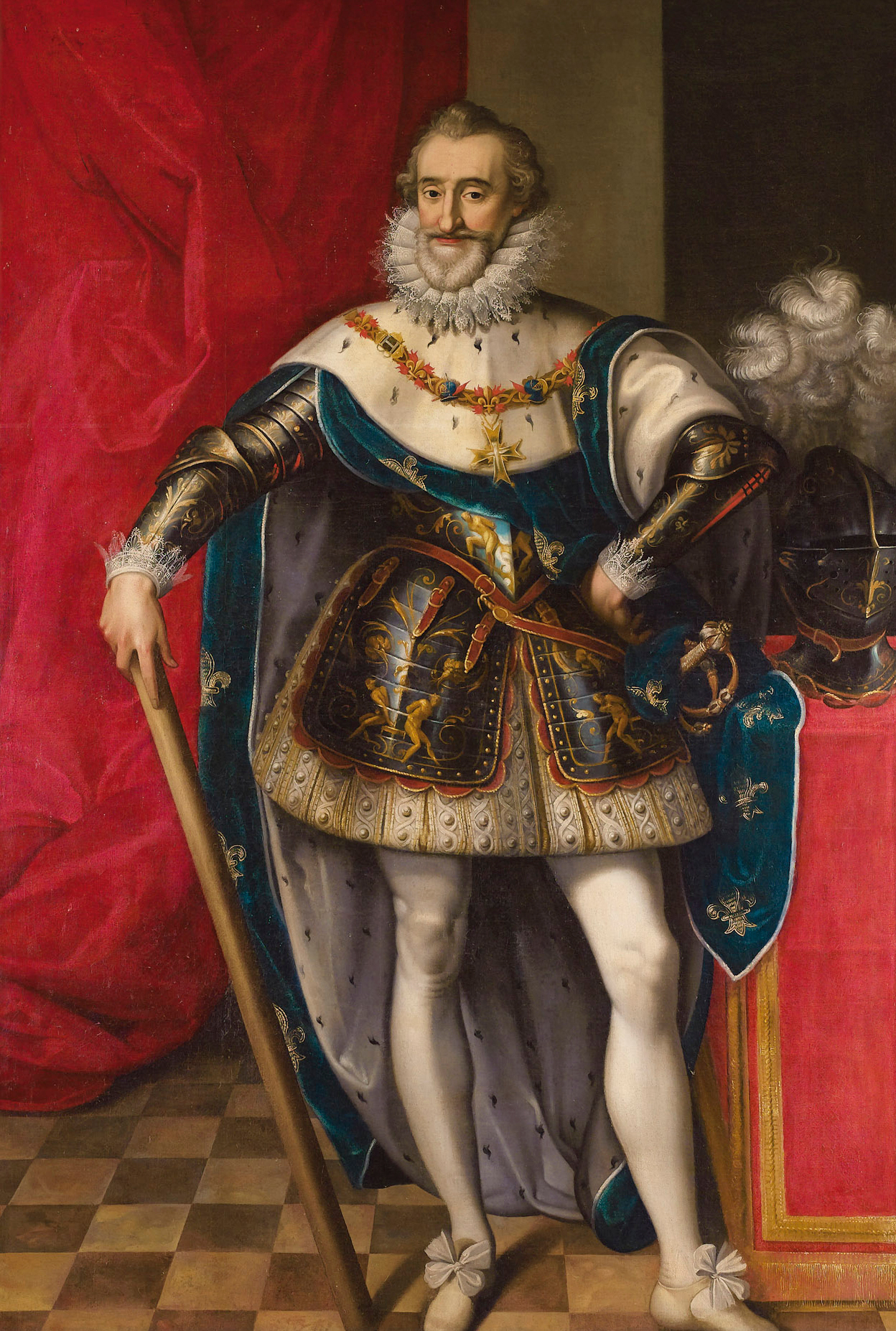
Enrique IV de Francia, por Frans Pourbus.

La conquista de la ciudad por el Ejército español de Flandes, liderado por el archiduque Alberto, fue una enorme victoria y un revés tremendo para el rey Enrique IV de Francia y sus aliados protestantes. Calais tenía una gran importancia estratégica porque dio a España un excelente puerto desde el que controlar el Canal de la Mancha y Dunkerque. Después de dejar atrás una fuerte guarnición, Alberto marchó con su ejército contra la cercana fortaleza de Ardres. Los franceses ofrecieron aquí una enconada resistencia, pero el 23 de mayo se vieron obligados a rendirse ante la clara superioridad de las fuerzas españolas. El día antes de la toma de Ardres, La Fère finalmente cayó en poder de las tropas de Enrique IV después de una honorable rendición de las fuerzas católicas franco-españolas lideradas por Álvaro de Osorio. El siguiente objetivo del archiduque Alberto era Hulst, en el frente neerlandés. El asedio de Hulst (1596) se lanzó a mediados de julio y poco más de un mes después, capituló ante los españoles a pesar de los esfuerzos de Mauricio de Nassau para socorrerla. Calais estuvo bajo gobierno español durante dos años, hasta que fue cedida a Francia tras la Paz de Vervins firmada el 2 de mayo de 1598.